# Liste der Geotope in Weiden in der Oberpfalz
Diese Liste enthält die Geotope der Stadt Weiden in der Oberpfalz in Bayern.
Die Liste enthält die amtlichen Bezeichnungen für Namen und Nummern des Bayerischen Landesamt für Umwelt (LfU) sowie deren geographische Lage. Diese Liste ist möglicherweise unvollständig. Im Geotopkataster Bayern sind etwa 3.400 Geotope (Stand März 2020) erfasst. Das LfU sieht einige Geotope nicht für die Veröffentlichung im Internet geeignet. Einige Objekte sind zum Beispiel nicht gefahrlos zugänglich oder dürfen aus anderen Gründen nur eingeschränkt betreten werden.
| Name                                                             | Bild           | Geotop ID | Gemeinde / Lage          | Geologische Raumeinheit     | Beschreibung | Fläche m² / Ausdehnung m | Geologie                                     | Aufschlussart | Wert      | Schutzstatus                       | Bemerkung |
| ---------------------------------------------------------------- | -------------- | --------- | ------------------------ | --------------------------- | --- | ------------------------ | -------------------------------------------- | ------------- | --------- | ---------------------------------- | --------- |
| Ehemaliger Steinbruch an der Blockhütte zw. Weiden und Theisseil | weitere Bilder | 363A002   | Weiden i.d.OPf. Position | Nördlicher Oberpfälzer Wald | In dem ehemaligen Steinbruch stehen feinkörnige Gneise an. An der zugänglichen Aufschlusswand können verschiedene metamorphe Gefüge wie Schieferung (im mm-Bereich) und Fältelungen (im cm-Bereich) beobachtet werden. Die Gneise gehören tektonisch zur Neustädter Scholle (ZEV: Zone Erbendorf-Vohenstrauss). | 2400 80 × 30             | Typ: Gesteinsart Art: Biotit-Plagioklasgneis | Steinbruch    | bedeutend | Landschaftsschutzgebiet, Naturpark |           |